# San Felipe Viñedos
San Felipe Viñedos är en ort i Mexiko.   Den ligger i kommunen Aguascalientes och delstaten Aguascalientes, i den centrala delen av landet, 400 km nordväst om huvudstaden Mexico City. San Felipe Viñedos ligger 1 880 meter över havet och antalet invånare är 481.
Terrängen runt San Felipe Viñedos är platt åt sydost, men åt nordväst är den kuperad. Runt San Felipe Viñedos är det tätbefolkat, med 459 invånare per kvadratkilometer. Närmaste större samhälle är Aguascalientes, 8,6 km öster om San Felipe Viñedos. Trakten runt San Felipe Viñedos består till största delen av jordbruksmark.